# Gabriel Hervé
Pour l’article homonyme, voir Hervé.
Gabriel Hervé est un artiste peintre portraitiste français né le 5 juillet 1868 à Bonnes (France) et décédé en 26 juillet 1942 à Paris (France).

## Biographie
Gabriel Hervé naît à Bonnes le 5 juillet 1868. Il est le frère de Jean Hervé, sociétaire de la Comédie-Française.
Élève du peintre Honoré-Louis Umbricht, il expose au Salon des artistes Français de 1898 à 1912,.
En 1898, lors du Salon des artistes français, il expose un portrait d'homme à la manière de son maître Umbritch. Il est alors gratifié et considéré comme un maître de demain. Il participe la même année au vernissage d'une exposition organisée par la Société des artistes français et la Société nationale des beaux-arts au Galerie des Machines. Il y présente un « portrait très remarquable ».
En janvier 1899, il expose au Cercle Volney un « excellent portrait de femme ». 
En 1903, il devient sociétaire des artistes français[réf. nécessaire].
En 1904, il expose de nouveau au Cercle Volney un « rigoureux et excellent portrait d'homme ». La même année, en juin 1904, il participe à un Salon où il impose l'attention avec un « portrait beau et puissant de facture », représentant Jacques Chaussier, député de Saône-et-Loire.
En 1905, lors d'une exposition du  Cercle artistique et littéraire, ses qualités de dessins supérieures, ses efforts et la stabilité de son travail sont remarqués. Il est alors considéré comme un artiste prometteur.
Marié en 1909, il est locataire de la Villa des Arts.
Il organise en 1911 une exposition d'un cinquantaine de toile au nº35 Rue La Boétie.
En 1915, il participe à la Collection JOB en réalisant notamment des illustrations pour un calendrier,.
Il décède le 26 juillet 1942 à Paris, où il réside Rue Hégésippe-Moreau,.